# Rezerwat przyrody Widowo
Rezerwat przyrody Widowo – leśny rezerwat przyrody na Wybrzeżu Słowińskim (utworzony w 1999 r., o powierzchni 97,10 ha) na obszarze Nadmorskiego Parku Krajobrazowego. Rezerwat obejmuje nadmorskie zbiorowiska leśne i okoliczne formy wydmowe. Najbliższe miejscowości to Dębki i Karwieńskie Błoto Drugie.